# Тотовицкий, Андрей Александрович
Андре́й Алекса́ндрович Тотови́цкий (укр. Андрій Олександрович Тотовицький; род. 20 января 1993, Кричильск, Ровненская область) — украинский футболист, полузащитник клуба «Кудровка».

## Клубная карьера
В чемпионатах ДЮФЛ выступал за киевские команды РВУФК и «Динамо». Всего в чемпионатах ДЮФЛУ провёл 54 игры и забил 13 мячей.
В сезонах 2010/11 и 2011/12 играл во Второй лиге Украины за донецкий «Шахтёр-3» (39 игр, 8 голов). В чемпионате молодёжных команд играл за дублёров донецкого «Шахтёра». На счету Андрея Тотовицкого 29 игр, 6 забитых мячей и бронзовая медаль чемпионата.
С сезона 2013/14 Андрей Тотовицкий выступал за мариупольский «Ильичёвец». В январе 2015 года перешёл в луганскую «Зарю» на правах аренды, сроком на один год.
В начале сентября 2017 года перешёл на правах аренды в «Мариуполь» сроком на один год. По окончании сезона 2017/18 вернулся в расположение «Шахтёра».
В январе 2020 года подписал двухлетний контракт с черниговской «Десной».
В июле 2022 года вернулся в донецкий «Шахтёр».

## Международная карьера
Андрей имеет опыт выступлений за юношескую (до 17 лет) и молодёжную сборные Украины.

## Достижения

### Командные
«Шахтёр» (Донецк)
- Чемпион Украины (3): 2016/17, 2018/19, 2022/23
- Обладатель Кубка Украины: 2018/19

«Заря» (Луганск)
- Финалист Кубка Украины: 2015/16

Сборная Украины (до 21 года)
- Обладатель Кубок Содружества: 2014

### Личные
- Лучший игрок сезона в «Десне»: 2020/21[7]